# Lampona ewens
Lampona ewens is een spinnensoort uit de familie Lamponidae. De soort komt voor in Zuid-Australië en Tasmanië.